# Lâu đài Hochosterwitz
Lâu đài Hochosterwitz (tiếng Đức: Burg Hochosterwitz, tiếng Slovene: Grad Ostrovica) là một lâu đài ở Áo, được coi là một trong những lâu đài thời trung cổ ấn tượng nhất của Áo, cao 172 mét (564 ft) gần huyện Sankt Georgen am Längsee, phía đông thị trấn Sankt Veit an der Glan.

## Lịch sử

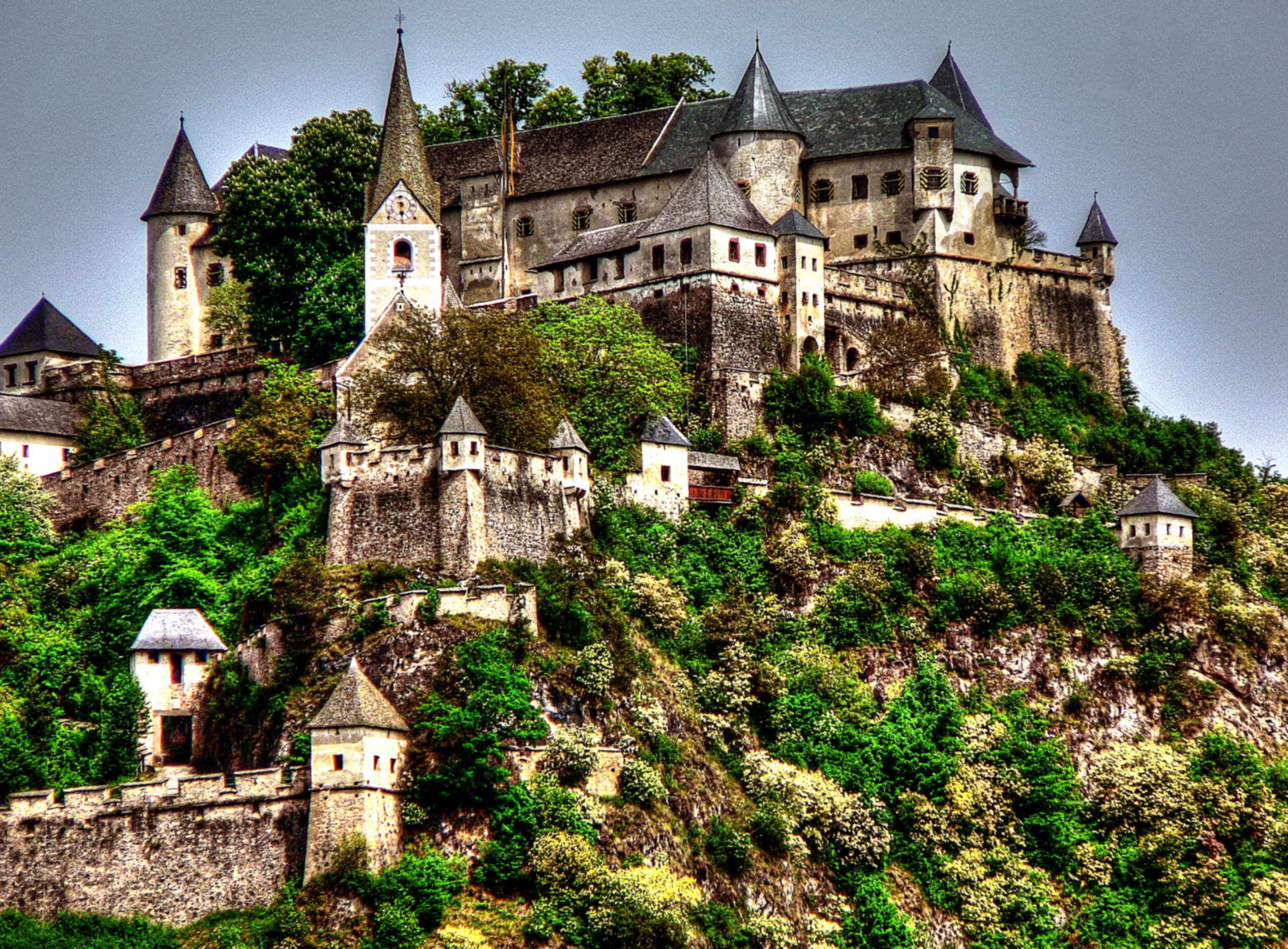

Tên tuổi lâu đài gắn liền với Ludwig Người Đức, quốc vương Đông Francia tặng cho Tổng giáo phận Salzburg. Đến thế kỷ thứ 11, Đức Tổng Giám mục Gebhard của Salzburg đã nhượng lại lâu đài cho con cháu của Bá tước Siegfried của Sponheim. Sau đó lâu đài đã trải qua nhiều chủ sở hữu như Christof Khevenhüller, nhà Habsburg.